# Musicる TV
『musicる TV』（ミュージクる ティーヴィー）は、テレビ朝日系列（フルネット24局のみ）で放送されている音楽番組。

## 番組概要
2012年1月10日（9日深夜）より放送開始。
番組コンセプトは、「音楽との新しい出逢いが、ここにある」。
過去にはWEBとテレビ番組とのコラボレーションを実施し、不定期でUSTREAM・アメーバピグ・ニコニコ生放送・YouTubeにてネット生配信を行っていた。
2019年秋改編で火曜 1:26 - 1:56（月曜深夜）での放送に変更された。
2024年1月30日(29日深夜)の放送では通算600回を迎える予定である。

## 出演者
- ヒャダイン（前山田健一）
  - ももいろクローバーZなどの楽曲を手掛ける、音楽プロデューサー。
  - この番組が地上波初MCとなる。そのためか番組中に噛む事が多く、第1回ゲストのGACKTに「横文字よく噛むね」と言われる。
  - 一方で、第10回にシェネルがゲスト出演した際には流暢な英語を披露している。

## コーナー
ヒャダの中
ヒャダインが気になる音楽情報のお題をピックアップし、自身の切り口でトークする。稀にトークゲストが出演する場合もある。
the back face

## 過去のコーナー
シチュエーションmusicる
あるシチュエーションで聴きたい曲をゲストが選曲し、プレイリストを作成。なぜその曲を選んだのかトークする。
3曲で通になれる
J-POP通でもあるヒャダインが、有名アーティストのオススメの3曲を紹介する。稀にゲストが選曲する場合もある。
Newsる
最新の音楽情報を紹介する。
真夜中の神ソンライブ
流田Projectとヒャダインが有名なアニソン及び特撮ソングをセッションする。宇宙刑事ギャバンの歌を披露した際は、串田アキラがサプライズで登場した。
もしかしたら売れるかもしれないメジャーデビューしてないアーティストが見れる店
六本木にあるとあるバーにてヒャダインと綾小路翔が、まだ所属事務所も決まっていないバンドや歌手の映像を見て、一プロデューサーとして品評する。興味を持った場合は「おかわり」とスタッフにさらなる調査を依頼する。
モテたいヒャダインの愛のおやすみ子守唄
エンディングコーナー。番組の最後に邦楽の名曲のワンフレーズをヒャダインがキーボード弾き語りする。主にバラード曲が多い。

リスペアーティスト
とあるアーティストをリスペクトしすぎて、その人と同じ道を歩んでしまったアーティストを紹介する。
発掘る
今後ブレイク必至なアーティストを全国から発掘する。
野良スコ
番組内で放送していたミニアニメ｡2014年から1年間放送していた。ヒャダイン等もゲスト出演した事がある。

## ネット配信
地上波の本放送とは別に、本放送と同時期にUSTREAMなどで月・木曜日にネット放送が始まり、USTREAM・アメーバピグ・ニコニコ生放送・YouTubeで生放送を行っていた。
現在は全て終了。
　過去
musicる ニコ生公式放送
2013年12月中旬よりニコニコ生放送（ニコ生公式番組）のみの放送になった。後日放送を見るにはニコニコ動画のプレミアム会員でないと見られなかった。
番組開催のお知らせはメルマガ等でする。
ヒャダインとゲストがトーク＆セッション!!
ニコニコ生放送のコメントを利用してリクエストなどを聞く。
前説 musicる / musicる反省会
毎週月曜日25時頃より配信していた。
関東地方での放送前に合わせ、番組告知を中心にMCヒャダイン自ら前説を行う前説。 / musicるの放送終了後、反省会を中心に放送されるmusicる 反省会と2番組を配信していた。
musicる さーずでぃ
毎週木曜日22時30分頃より配信していた。musicる TVのスピンオフ番組で独自の企画を行っていた。
ヒャダインの作曲風景やプレゼント企画を中心に配信されていた。またお約束として番組冒頭にチーフディレクター井上からその週の視聴率が発表されていた。
musicるマンディ　（第1期）
毎週月曜日22時頃より配信（約30分間）していた。
前説 musicる / musicる反省会の放送時間の変更。
出演はヒャダインと番組関係者。
TVのスピンオフ番組で独自の企画を行っていた。
番組告知もしていた。
musicる さーずでぃ 真夜中の神ソンライブ
毎週木曜日22時頃より配信（約70分間）していた。
ヒャダインと流田Projectがアニソンなどをセッションしていた。
流田Projectが休みの時は出演はヒャダインとやなわらばーと沖縄曲などをセッションするか、ヒャダインと番組関係者で独自の企画を行っていた。
本放送収録の時は配信を休む時があった。最初は月3回ぐらい放送でしたが、最後の方は月1~2回放送になっていた。
musicる マンディ　（第2期）
2013年10～12月前半まで毎週月曜日22時頃より配信（30~70分間）していた。
2013年9月まで木曜日に放送していたmusicるさーずでぃが引越。
ヒャダインとゲストがトーク＆セッション!!
細身のシャイボーイや町あかりなどもしかしたら売れるかもしれないメジャーデビューしてないアーティストが見れる店で紹介された人が出演する時もあった。
ニコニコ生放送のコメントを利用してリクエストなどを聞く時がある。
関東で月曜深夜に関東地方などで本放送があるので番組告知をする。

## 放送リスト
放送日と視聴率は関東地区の場合。
視聴率はUSTREAM番組『musicる さーずでぃ』にて公開している。
| 回  | 放送日         | ゲスト | 3曲で通になれる      | シチュエーションmusicる                                                 | 視聴率     |
| --- | -------------- | --- | -------------------- | ----------------------------------------------------------------------- | ---------- |
| 1   | 2012年1月10日  | YELLOW FRIED CHICKENz （GACKT・JON・TAKUMI） | 松任谷由実           | スキー・スノボに行く車中で聴きたい曲                                    | 1.8%       |
| 2   | 2012年1月17日  | 中川翔子 | 松田聖子             | ゲームをクリアした時に聴きたい曲                                        | 2.1%       |
| 3   | 2012年1月24日  | ソナーポケット | ユニコーン           | 好きな子と教室で2人きりになった時に聴きたい曲                           | 2.2%       |
| 4   | 2012年1月31日  | きゃりーぱみゅぱみゅ | モーニング娘。       | テンションを上げたい時に聴きたい曲                                      | 3.7%       |
| 5   | 2012年2月7日   | チャットモンチー | シャ乱Q              | カゼから復活したいときに聴きたい曲                                      | 3.4%       |
| 6   | 2012年2月14日  | salyu | ZARD                 | 気持ちよく酔っぱらいたい時に聴きたい曲                                  | 2.4%       |
| 7   | 2012年2月21日  | AAA （宇野実彩子・浦田直也） | 小室ファミリー       | 注文した料理がなかなか来ない時に聴きたい曲                              | 2.8%       |
| 8   | 2012年2月28日  | HY | ピチカート・ファイヴ | 告白する前に聴きたい曲                                                  | 2.2%       |
| 9   | 2012年3月6日   | 三代目J Soul Brothers （今市隆二・登坂広臣） | CHAGE and ASKA       | 失敗して怒られた時に聴きたい曲                                          | 2.1%       |
| 10  | 2012年3月13日  | シェネル | 浜崎あゆみ           | 失恋した時に聴きたい曲                                                  | 2.5%       |
| 11  | 2012年3月20日  | VERBAL（m-flo） | ゆず                 | 旅行に行く車中で聴きたい曲                                              | 2.6%       |
| 12  | 2012年3月27日  | ナオト・インティライミ | 久保田利伸           | ちょいと元気を出したい時に聴きたい曲                                    | 2.2%       |
| 13  | 2012年4月3日   | B.B.かまってちゃん （近藤房之助・の子） | GLAY                 | 気持ちを落ち着かせたい時に聴きたい曲                                    | 未発表     |
| 14  | 2012年4月10日  | BIGBANG | SPEED                | 日本に来てテンションが上がった時に聴きたい曲                            | 2.3%       |
| 15  | 2012年4月17日  | FTISLAND | 倉木麻衣             | ストレスを解消したい時に聴きたい曲                                      | 未発表     |
| 16  | 2012年4月24日  | 真心ブラザーズ | 秋元康               | 小さな幸せを見つけた瞬間に聴きたい曲                                    | 2.2%       |
| 17  | 2012年5月1日   | THE 野党 | 槇原敬之             | 強がっているけど、実は内心ビビってる時に聴きたい曲                      | 2.6%       |
| 18  | 2012年5月8日   | JUN SKY WALKER(S) （森純太・寺岡呼人） | ハロー!プロジェクト  | 新しいことをスタートする時に聴きたい曲                                  | 2.1%       |
| 19  | 2012年5月15日  | 平子理沙 | スピッツ             | ケンカして仲直りしたい時に聴きたい曲                                    | 2.1%       |
| 20  | 2012年5月22日  | ABCHO | 平井堅               | ABCHOが選んだシチュエーションテーマ曲                                   |            |
| 21  | 2012年5月27日  | T-ARA | L'Arc〜en〜Ciel      | 運命の人に出会った瞬間に聴きたい曲                                      | 2.3%       |
| 22  | 2012年6月5日   | 湘南乃風 （RED RICE・若旦那） | AKB48                | 湘南乃風が選んだシチュエーションテーマ曲                                | 1.9%       |
| 23  | 2012年6月12日  | 小野恵令奈 | なし                 | オトナな事をした時に聴きたい曲                                          | 1.7%       |
| 24  | 2012年6月19日  | スキマスイッチ | aiko                 | スキマスイッチが選んだシチュエーションテーマ曲                          | 2.8%       |
| 25  | 2012年6月26日  | ベッキー♪# | Every Little Thing   | イライラした時に聴きたい曲                                              |            |
| 26  | 2012年7月3日   | 山下智久 | ケツメイシ           | 山下智久が選んだシチュエーションテーマ曲                                | 3.0%       |
| 27  | 2012年7月10日  | SUPER☆GiRLS （八坂沙織・志村理佳・荒井玲良・田中美麗・後藤彩・前島亜美）                                                                            | 中田ヤスタカ         | SUPER☆GiRLSが選んだシチュエーションテーマ曲                             | 未発表     |
| 28  | 2012年7月17日  | IU | 桑田佳祐             | IUが選んだシチュエーションテーマ曲                                      | 2.3%       |
| 29  | 2012年7月24日  | AAA （西島隆弘・浦田直也・宇野実彩子） | T.M.Revolution       | 恋をしたい時に聴きたい曲                                                | 以下未発表 |
| 30  | 2012年8月7日   | 未公開シーン・ランキングスペシャル | なし                 | なし                                                                    |            |
| 31  | 2012年8月14日  | 三宅健（V6） | X JAPAN              | KISSをしたい時に聴きたい曲                                              |            |
| 32  | 2012年8月21日  | ROCKETMAN | 矢沢永吉             | スベった時に聴きたい曲                                                  |            |
| 33  | 2012年8月28日  | 乃木坂46 （生駒里奈・生田絵梨花・白石麻衣・松村沙友理）                                                                                             | Dragon Ash           | 乃木坂46が選んだシチュエーションテーマ曲                                |            |
| 34  | 2012年9月4日   | Aqua Timez | コブクロ             | 気まずい時に聴きたい曲                                                  |            |
| 35  | 2012年9月11日  | 綾小路翔（氣志團） | beingアーティスト    | 美味しいものを食べた時に聴きたい曲                                      |            |
| 36  | 2012年9月18日  | チャットモンチー | 絢香                 | 疲れた時に聴きたい曲                                                    |            |
| 37  | 2012年9月25日  | Hitomi | ポルノグラフィティ   | 旅先でハプニングにあった時に聴きたい曲                                  |            |
| 38  | 2012年10月2日  | E-Girls （Ami・藤井萩花・KAREN・武田杏香） | なし                 | 美味しいものを食べた時に聴きたい曲 ドキッとした時に聴きたい曲           |            |
| 39  | 2012年10月9日  | GACKT | 中島みゆき           | 幸せを感じた時に聴きたい曲                                              |            |
| 40  | 2012年10月16日 | シェネル | なし                 | 美味しいものを食べた時に聴きたい曲                                      |            |
| 41  | 2012年10月23日 | 元ちとせ | なし                 | テンションが上がった時に聴きたい曲                                      |            |
| 42  | 2012年10月30日 | 遊助 | なし                 | ケンカした時に聴きたい曲                                                |            |
| 43  | 2012年11月6日  | HAN-KUN（湘南乃風） | なし                 | 地元を想う時に聴きたい曲                                                |            |
| 44  | 2012年11月13日 | Sexy Zone | なし                 | 緊張した時に聴きたい曲                                                  |            |
| 45  | 2012年11月20日 | ゴスペラーズ | なし                 | 大人になったなぁと思った時に聴きたい曲                                  |            |
| 46  | 2012年11月27日 | TAKAHIRO（EXILE） | globe                | 俺ってダサイな〜と思った時に聴きたい曲                                  |            |
| 47  | 2012年12月4日  | HY （新里英之・名嘉俊・許田信介・宮里悠平） | ももいろクローバーZ  | 都会って冷たいなと思った時に聴きたい曲                                  |            |
| 48  | 2012年12月11日 | MONKEY MAJIK | BUMP OF CHICKEN      | 今年ももう終わりだなぁと感じた時に聴きたい曲                            |            |
| 49  | 2012年12月18日 | BENI | THE YELLOW MONKEY    | 人肌恋しい時に聴きたい曲                                                |            |
| 50  | 2012年12月25日 | 鬼龍院翔（ゴールデンボンバー） | なし                 | 恋愛のテンションがMAXの時に聴きたい曲                                   |            |
| 51  | 2013年1月8日   | 祝一周年記念ゲストトーク総集編! | なし                 | なし                                                                    |            |
| 52  | 2013年1月15日  | 三代目J Soul Brothers （今市隆二・登坂広臣・ELLY・山下健二郎・岩田剛典）                                                                            | なし                 | 俺ってかっこいいなぁと思う時に聴きたい曲                                |            |
| 53  | 2013年1月22日  | シド | なし                 | ハメ外し過ぎたなと思った時に聴きたい曲                                  |            |
| 54  | 2013年1月29日  | SKE48 （松井玲奈・木﨑ゆりあ・須田亜香里・矢神久美）                                                                                                | なし                 | 失敗した時に聴きたい曲                                                  |            |
| 55  | 2013年2月5日   | ソナーポケット | なし                 | 告白する前に聴きたい曲                                                  |            |
| 56  | 2013年2月12日  | AI | なし                 | 友情を感じた時に聴きたい曲                                              |            |
| 57  | 2013年2月19日  | 流田Project | なし                 | ヒーローに憧れたあの頃に戻りたい時に聴きたい曲                          |            |
| 58  | 2013年2月26日  | Rake | なし                 | なし                                                                    |            |
| 59  | 2013年3月5日   | 湘南乃風 （RED RICE・SHOCK EYE） | なし                 | 目の前のヤツが許せなかった時に聴きたい曲                                |            |
| 60  | 2013年3月19日  | サカナクション | なし                 | 大物を捕まえた時に聴きたい曲                                            |            |
| 61  | 2013年3月26日  | T.M.Revolution 大橋トリオ | なし                 | 美味しいモノを食べた時に聴きたい曲 一人で寂しい時に聴きたい曲           |            |
| 62  | 2013年4月2日   | musicるAwards2013スペシャル | なし                 | なし                                                                    |            |
| 63  | 2013年4月9日   | BEGIN | なし                 | イライラを解消したい時に聴きたい曲                                      |            |
| 64  | 2013年4月16日  | VERBAL（m-flo） | なし                 | ときめく出会いをした時に聴きたい曲                                      |            |
| 65  | 2013年4月23日  | ORANGE RANGE | なし                 | 東京に染まっちゃったなぁと思った時に聴きたい曲                          |            |
| 66  | 2013年4月30日  | SEKAI NO OWARI | なし                 | 美味しいモノを食べた時に聴きたい曲                                      |            |
| 67  | 2013年5月7日   | 福原遥 with なめこ | なし                 | ドキドキした時に聴きたい曲                                              |            |
| 68  | 2013年5月14日  | ゆず | なし                 | 男の友情を感じた時に聴きたい曲                                          |            |
| 69  | 2013年5月21日  | 平原綾香 | なし                 | 美味しいモノを食べた時に聴きたい曲                                      |            |
| 70  | 2013年5月28日  | miwa | なし                 | 年上の男性をステキだなぁと思った時に聴きたい曲                          |            |
| 71  | 2013年6月4日   | D☆DATE | B'z                  | 美味しい物を食べた時に聴きたい曲                                        |            |
| 72  | 2013年6月11日  | シシド・カフカ | なし                 | 青春時代を思い出した時に聴きたい曲                                      |            |
| 73  | 2013年6月18日  | スキマスイッチ | なし                 | 崖っぷちな時に聴きたい曲                                                |            |
| 74  | 2013年6月25日  | 中川翔子 | なし                 | 欲しかったモノが手に入った時に聴きたい曲                                |            |
| 75  | 2013年7月2日   | 板野友美（AKB48） | なし                 | この大人ダメだな〜と思った時に聴きたい曲                                |            |
| 76  | 2013年7月9日   | 剛力彩芽 | なし                 | 「友達っていいなぁ」と思った時に聴きたい曲                              |            |
| 77  | 2013年7月16日  | RIP SLYME | なし                 | 俺ってダサいなと思った時に聴きたい曲                                    |            |
| 78  | 2013年7月23日  | BENI SUPER JUNIOR-D&E | なし                 | 一目惚れした時に聞きたい曲 日本に来てテンションが上がった時に聴きたい曲 |            |
| 79  | 2013年8月6日   | LinQ （天野なつ・高木悠未・姫崎愛未・杉本ゆさ・松村くるみ・岸田麻佑）                                                                               | なし                 | 女って怖いと思った時に聴きたい曲                                        |            |
| 80  | 2013年8月13日  | もし売れ拡大SP | なし                 | なし                                                                    |            |
| 81  | 2013年8月20日  | AI | なし                 | 幸せを感じた時に聴きたい曲                                              |            |
| 82  | 2013年8月27日  | 華原朋美 | なし                 | 私、成長したな～と思った時に聴きたい曲                                  |            |
| 83  | 2013年9月3日   | ソナーポケット | なし                 | 仲直りしたい時に聴きたい曲                                              |            |
| 84  | 2013年9月10日  | 葉加瀬太郎 | なし                 | 疲れた時に聴きたい曲                                                    |            |
| 85  | 2013年9月17日  | もし売れ拡大SP第2弾 | なし                 | なし                                                                    |            |
| 86  | 2013年9月24日  | AAA | なし                 | 隠し事がバレそうな時に聞きたい曲                                        |            |
| 87  | 2013年10月1日  | SCANDAL | なし                 | 青春時代を思い出した時に聴きたい曲                                      |            |
| 88  | 2013年10月8日  | もし売れ拡大SP第3弾 | なし                 | なし                                                                    |            |
| 89  | 2013年10月15日 | GENERATIONS from EXILE TRIBE | なし                 | 夢が叶った時に聴きたい曲                                                |            |
| 90  | 2013年10月22日 | 秦基博 | なし                 | 美味しい物を食べた時に聴きたい曲                                        |            |
| 91  | 2013年10月29日 | May J. | なし                 | 寂しいと思った時に聴きたい曲                                            |            |
| 92  | 2013年11月5日  | 家入レオ | なし                 | テンションがMAX!になった時に聴きたい曲                                  |            |
| 93  | 2013年11月12日 | 三浦大知 | なし                 | 緊張した時に聴きたい曲                                                  |            |
| 94  | 2013年11月19日 | もし売れ拡大SP第4弾 | なし                 | なし                                                                    |            |
| 95  | 2013年11月26日 | もし売れSP & musicるfes2013特集 | なし                 | なし                                                                    |            |
| 96  | 2013年12月3日  | DAIGO | なし                 | 超ビックリした時に聴きたい曲                                            |            |
| 97  | 2013年12月10日 | 鎧武乃風 | なし                 | お気に入りスポットに行った時に聴きたい曲                                |            |
| 98  | 2013年12月17日 | つるの剛士 | なし                 | 子どもと一緒にいる時に聴きたい曲                                        |            |
| 99  | 2014年1月7日   | 第1回 輝け!日本もし売れ大賞SP | なし                 | なし                                                                    |            |
| 100 | 2014年1月14日  | 三代目J Soul Brothers from EXILE TRIBE （ELLY・岩田剛典）                                                                                           | なし                 | 思春曲                                                                  |            |
| 101 | 2014年1月21日  | SEKAI NO OWARI | なし                 | 思春曲                                                                  |            |
| 102 | 2014年1月28日  | KREVA | なし                 | 思春曲                                                                  |            |
| 103 | 2014年2月4日   | 板野友美 | なし                 | 思春曲                                                                  |            |
| 104 | 2014年2月11日  | Every Little Thing | なし                 | 思春曲                                                                  |            |
| 105 | 2014年2月25日  | AAA （宇野実彩子・與真司郎・浦田直也） 加藤ミリヤ                                                                                                   | なし                 | 思春曲                                                                  |            |
| 106 | 2014年3月4日   | 剛力彩芽 X21 （吉本実憂・小澤奈々花・末永真唯・井頭愛海・若山あやの・泉川実穂・長尾真実・白鳥羽純・上水口萌乃香・籠谷さくら・山木コハル・田中珠里） | なし                 | 思春曲                                                                  |            |
| 107 | 2014年3月11日  | THE 野党 | なし                 | 思春曲                                                                  |            |
| 108 | 2014年3月18日  | musicるfes2014 大公開SP | なし                 | なし                                                                    |            |
| 109 | 2014年3月25日  | THE 野党 | なし                 | 思春曲                                                                  |            |
| 110 | 2014年4月1日   | musicるfes2014 大公開SP | なし                 | なし                                                                    |            |
| 111 | 2014年4月8日   | musicるfes2014 大公開SP | なし                 | なし                                                                    |            |
| 112 | 2014年4月15日  | musicるfes2014 大公開SP | なし                 | なし                                                                    |            |
| 113 | 2014年4月22日  | 今夜のMCに一撃を加えたアーティストBEST10 | なし                 | なし                                                                    |            |
| 114 | 2014年4月29日  | 今夜しか観られない アーティストの素顔大公開SP! | なし                 | なし                                                                    |            |

## テーマソング
| 年     | 月     | オープニングテーマ                                                  | エンディングテーマ                                                   |
| ------ | ------ | ------------------------------------------------------------------- | -------------------------------------------------------------------- |
| 2012年 | 1月度  | 「ALL MY LOVE.jp」 （YELLOW FRIED CHICKENz）                        | 「世界で一番ステキな君へ。」 （ソナーポケット）                      |
| 2012年 | 2月度  | 「ガジュマルビート」 （HY）                                         | 「365日のラブストーリー。」 （ソナーポケット）                       |
| 2012年 | 3月度  | 「She's So (Outta Control)」 （m-flo）                              | 「恋」 （back number）                                               |
| 2012年 | 4月度  | 「distance」 （MAN WITH A MISSION）                                 | 「One Two Three」 （E-Girls）                                        |
| 2012年 | 5月度  | 「STAY」 （FTISLAND）                                               | 「ALOHA」 （平井大）                                                 |
| 2012年 | 6月度  | 「しょうがないマイラブ」 （タルトタタン）                           | 「君の名前」 （立川俊之）                                            |
| 2012年 | 7月度  | 「Come on」 （CNBLUE）                                              | 「なめこのうた」 （福原遥）                                          |
| 2012年 | 8月度  | 「flyleaf」 （ChouCho）                                             | 「Love Doctor」 （√5）                                               |
| 2012年 | 9月度  | 「宝物」 （GOLD RUSH）                                              | 「Swee†oxic」 （SuG）                                                |
| 2012年 | 10月度 | 「Romantist Taste」 （THE YELLOW MONKEY）                           | 「深海魚の夢は所詮、」 （vistlip）                                   |
| 2012年 | 11月度 | 「こたえ」 （安田奈央）                                             | 「End roll」 （androp）                                              |
| 2012年 | 12月度 | 「Right now」 （三浦大知）                                          | 「傷名」 （The Mirraz）                                              |
| 2013年 | 1月度  | 「愛の歌」 （シェネル）                                             | 「下弦の月」 （WhiteFlame）                                          |
| 2013年 | 2月度  | 「スーパーフレア」 （The Mirraz）                                   | 「いまさら会えなくて」 （傳田真央）                                  |
| 2013年 | 3月度  | 「Shooting Star」 （CREAM）                                         | 「Just The Beginning」 （仮面ライダーGIRLS）                         |
| 2013年 | 4月度  | 「ゆれるユレル」 （新山詩織）                                       | 「Life is Beautiful」 （KANDO BANDO）                                |
| 2013年 | 5月度  | 「未来へのスパイラル」 （グッドモーニングアメリカ）                 | 「全開☆ヒーロー」 （アリス十番）                                     |
| 2013年 | 6月度  | 「ショウガイレンサ」 （HaKU）                                       | 「望郷」 （cinema staff）                                            |
| 2013年 | 7月度  | 「バーニング・ラヴ」 （シェネル）                                   | 「貴方が好きな私」 （阿部真央）                                      |
| 2013年 | 8月度  | 「starlog」 （ChouCho）                                             | 「HANABI!!」 （LinQ）                                                |
| 2013年 | 9月度  | 「fake」 （流田Project）                                            | 「ごめんなさいっ!」 （カメレオ）                                     |
| 2013年 | 10月度 | 「Lovin' you」 （May J.）                                           | 「初恋」 （Flower）                                                  |
| 2013年 | 11月度 | 「シャウト!!!」 （アイドリング!!!）                                 | 「カワユシ♥アラワル」 （アイドル妖怪カワユシ♥）                      |
| 2013年 | 12月度 | 「RUN FREE」 （AI +加藤ミリヤ+ VERBAL）                             | 「I 狂 U」 （浮気者）                                                |
| 2014年 | 1月度  | 「女の子は泣かない」 （片平里菜）                                   | 「サンライズ!～君がくれた希望～」 （WHY@DOLL）                       |
| 2014年 | 2月度  | 「ローハイド」 （NICO Touches the Walls）                           | 「BUTTERFLY DREAMER」 （DIV）                                        |
| 2014年 | 3月度  | 「ikki!!!!!i!!」 （超特急）                                         | 「わたし、もっと」 （吉木りさ）                                      |
| 2014年 | 4月度  | 「ai」 （ソナーポケット）                                           | 「Seek your turn」 （OLDCODEX）                                      |
| 2014年 | 5月度  | 「花道!!ア〜ンビシャス」 （SUPER☆GiRLS）                            | 「いいくらし」 （チームしゃちほこ）                                  |
| 2014年 | 6月度  | 「Together」 （Cheeky Parade）                                      | 「イイナズケブルー」 （Charisma.com）                                |
| 2014年 | 7月度  | 「BANG!BANG!BANG!」 （Silent Siren）                                | 「Hello, My story」 （天月-あまつき-）                               |
| 2014年 | 8月度  | 「B.A.B.Y.」 （SuG）                                                | 「壊れた愛の果てに」 （predia）                                      |
| 2014年 | 9月度  | 「silence」 （GRANRODEO）                                           | 「刹那ハレーション」 （Luce Twinkle Wink☆）                          |
| 2014年 | 10月度 | 「ウェッサイ!!ガッサイ!!」 （LinQ）                                 | 「[黄昏のラプソディ」 （ねごと）                                     |
| 2014年 | 11月度 | 「MONSTER DANCE」 （KEYTALK）                                       | 「この恋はとまらない」 （Stella☆Beats）                              |
| 2014年 | 12月度 | 「シャンプーハット」 （チームしゃちほこ）                           | 「笑顔の理由。」 （ソナーポケット）                                  |
| 2015年 | 1月度  | 「Snowing Day」 （Rihwa）                                           | 「Quick City」 （Rico）                                              |
| 2015年 | 2月度  | 「Kiss me Happy」 （Ange☆Reve）                                     | 「チェインカルテ」 （melost）                                        |
| 2015年 | 3月度  | 「バブル」 （湘南乃風）                                             | 「You are a star!」 （Luce Twinkle Wink☆）                           |
| 2015年 | 4月度  | 「ハレハレ☆パレード」 （LinQ）                                      | 「君とミライ作りたい!」 （Doll☆Elements）                            |
| 2015年 | 5月度  | 「雨を追いかけて」 （THE HOOPERS）                                  | 「live again」 （lecca）                                             |
| 2015年 | 6月度  | 「サマータイムラブ」 （Shiggy Jr.）                                 | 「Strike a Bell」 （lego big morl）                                  |
| 2015年 | 7月度  | 「パーティ☆キング」 （C&K）                                         | 「お局ロック」 （Charisma.com）                                      |
| 2015年 | 8月度  | 「イッチャって♪ ヤッチャって♪」 （SUPER☆GiRLS）                     | 「Maybe Baby」 （Ange☆Reve）                                         |
| 2015年 | 9月度  | 「あした地球がこなごなになっても」 （でんぱ組.inc）                 | 「All for One」 （palet）                                            |
| 2015年 | 10月度 | 「Life Is Beautiful」 （ROTTENGRAFFTY）                             | 「トゲトゲ」 （さんみゅ～）                                          |
| 2015年 | 11月度 | 「シュレディンガーの猫」 （Brian the Sun）                          | 「グルぐるあーす」 （nanoCUNE）                                      |
| 2015年 | 12月度 | 「パリピポ」 （カメレオ）                                           | 「νポラリスAb」 （まなみのりさ）                                     |
| 2016年 | 1月度  | 「Next stage」 （仮面ライダーGIRLS）                                | 「Pray for you」 （花岡なつみ）                                      |
| 2016年 | 2月度  | 「友達と呼べる君へ」 （風男塾）                                     | 「Stare」 （Ange☆Reve）                                              |
| 2016年 | 3月度  | 「Crazy Dance」 （夜の本気ダンス）                                  | 「マシュマロ」 （アルスマグナ）                                      |
| 2016年 | 4月度  | 「アイスリープウェル」 （After the Rain）                           | 「きみわずらい」 （まねきケチャ）                                    |
| 2016年 | 5月度  | 「HELLO WONDERLAND」 （KEYTALK）                                    | 「ラブハンター」 （THE HOOPERS）                                     |
| 2016年 | 6月度  | 「サママ・フェスティバル!」 （Mrs. GREEN APPLE）                    | 「カサブタ」 （佐々木李子）                                          |
| 2016年 | 7月度  | 「パラダイブ」 （Da-iCE）                                           | 「バチェロレッテは終わらない」 （PASSPO☆）                           |
| 2016年 | 8月度  | 「サギグラファー」 （キュウソネコカミ）                             | 「どっとjpジャパーン!」 （たこやきレインボー）                       |
| 2016年 | 9月度  | 「KAKUHEN」 （Gacharic Spin）                                       | 「Yell for」 （ぐるたみん）                                          |
| 2016年 | 10月度 | 「夢のパレード」 （植田真梨恵）                                     |                                                                      |
| 2016年 | 11月度 | 「ギミギミaction」 （PASSPO☆）                                      | 「15」 （GIRLFRIEND）                                                |
| 2016年 | 12月度 |                                                                     |                                                                      |
| 2017年 | 1月度  | 「おはようカルチャー」 （go!go!vanillas）                           | 「念力」 （Plastic Tree）                                            |
| 2017年 | 2月度  | 「初恋サンライズ」 （つばきファクトリー）                           | 「遠距離恋愛爆撃ミサイル」 （たんこぶちん）                          |
| 2017年 | 3月度  | 「It's a Show Time!」 （さきどり発信局）                            | 「Love for Sale」 （傳田真央）                                       |
| 2017年 | 4月度  | 「DON'T STOP」 （Q'ulle）                                           | 「WHAT YOU WAITING」 （iamSHUM）                                     |
| 2017年 | 5月度  | 「Restart」 （Chelsy）                                              | 「Knock beautiful smile」 （access）                                 |
| 2017年 | 6月度  | 「太陽が燃えている」 （THE YELLOW MONKEY）                          | 「トニカクHEY」 （Da-iCE）                                           |
| 2017年 | 7月度  | 「Melody」 （J☆Dee'Z）                                              |                                                                      |
| 2017年 | 8月度  | 「就活センセーション」 （つばきファクトリー）                       | 「夏のおわりに」 （たんこぶちん）                                    |
| 2017年 | 9月度  | 「すてんだっぷガールズ!〜第1話 ダメダメ怪獣にご用心〜」 （PASSPO☆） | 「独白園」 （ぜんぶ君のせいだ。）                                    |
| 2017年 | 10月度 |                                                                     | 「ココロに、雨。」 （DREAMING MONSTER）                              |
| 2017年 | 11月度 | 「DEADHEAT」 （ときめき宣伝部）                                     | 「カレイドスコープ」 （瀬川あやか）                                  |
| 2017年 | 12月度 | 「現状打破でLove you」 （東京パフォーマンスドール）                 | 「Ready Steady Go!」 （水瀬いのり）                                  |
| 2018年 | 1月度  | 「近日公開第二章」 （PENGUIN RESEARCH）                             | 「After History」 （RAMI）                                           |
| 2018年 | 2月度  | 「低温火傷」 （つばきファクトリー）                                 | 「充分未来」 （集団行動）                                            |
| 2018年 | 3月度  | 「Dance with me」 （Chuning Candy）                                 | 「残像フラッシュバック」 （あゆみくりかまき）                        |
| 2018年 | 4月度  | 「Camelia」 （Mili_(音楽グループ)）                                 | 「はりぼて」 （CYNHN）                                               |
| 2018年 | 5月度  | 「BORN TO BE IDOL」 （バンドじゃないもん!）                         | 「ありがとう」 （山猿_(歌手)）                                       |
| 2018年 | 6月度  | 「世界には僕らだけ」 （大阪☆春夏秋冬）                              | 「僕らには希望しかない」 （4年2組）                                  |
| 2018年 | 7月度  | 「流星のパノラマ」 （J☆Dee'Z）                                      | 「叫べボイエンガル」 （エドガー・サリヴァン）                        |
| 2018年 | 8月度  | 「Survival feat. Brand Nea Vibe KEI」 （Q'ulle）                    | 「どうせ夏ならバテてみない？」 （ましのみ）                          |
| 2018年 | 9月度  | 「Taking you out」 （PassCode）                                     | 「うりゃおい。」 （Pimm's）                                          |
| 2018年 | 10月度 | 「LOG OUT」 （＃ハッシュタグ）                                      | 「After The Rain」 （ホ・ヨンセン）                                  |
| 2018年 | 11月度 | 「変わりたい唄」 （阿部真央）                                       | 「女優」 （吉澤嘉代子）                                              |
| 2018年 | 12月度 | 「馬乗りマウンティング」 （キュウソネコカミ）                       | 「Eternal Story」 （伊藤千晃）                                       |
| 2019年 | 1月度  | 「Kimi to boku」 （Pimm's）                                         | 「White Magic Love」 （さくらシンデレラ）                            |
| 2019年 | 2月度  | 「アップル・ガール」 （小倉唯）                                     | 「CONVERSATION FANCY」 （神宿）                                      |
| 2019年 | 3月度  |                                                                     |                                                                      |
| 2019年 | 4月度  |                                                                     |                                                                      |
| 2019年 | 5月度  |                                                                     |                                                                      |
| 2019年 | 6月度  |                                                                     |                                                                      |
| 2019年 | 7月度  |                                                                     |                                                                      |
| 2019年 | 8月度  |                                                                     |                                                                      |
| 2019年 | 9月度  |                                                                     |                                                                      |
| 2019年 | 10月度 |                                                                     |                                                                      |
| 2019年 | 11月度 |                                                                     |                                                                      |
| 2019年 | 12月度 |                                                                     |                                                                      |
| 2020年 | 1月度  |                                                                     |                                                                      |
| 2020年 | 2月度  |                                                                     |                                                                      |
| 2020年 | 3月度  |                                                                     |                                                                      |
| 2020年 | 4月度  | 「この手は」 （三澤紗千香）                                         | 「ACE of WING」 （VALSHE）                                           |
| 2020年 | 5月度  | 「VOLTAGE」 （Rain Drops）                                          | 「SUNSET TRAIL」 （アマネトリル）                                    |
| 2020年 | 6月度  | 「#おじさんのいる生活σ(^_^;) 」 （Su凸ko D凹koi）                   | 「空への咆哮」 （九州女子翼）                                        |
| 2020年 | 7月度  | 「SUMMER DROP」 （石原夏織）                                        | 「ダーウィンダーウィン」 （キミイロプロジェクト）                    |
| 2020年 | 8月度  | 「stay alone」 （Ryoko）                                            | 「ハミダシモノの鎮魂歌」 （ろまんす注意報！×ワールドエンドラヴァー） |
| 2020年 | 9月度  | 「heartbreaker」 （植田真梨恵）                                     | 「Queen no’cry」 （雨宮天）                                          |
| 2020年 | 10月度 | 「ストリート・ストーリー」 （名古屋ギター女子部）                   | 「眠れない夜を抱いて」 （SARDUNDERGROUND）                           |
| 2020年 | 11月度 | 「WIN! WIN! WINTER」 （祭nine.）                                    | 「雨言葉」 （Rain Drops）                                            |
| 2020年 | 12月度 | 「Starlight Museum」 （水瀬いのり）                                 | 「宵闇胡蝶」 （GARNiDELiA）                                          |
| 2021年 | 1月度  | 「LOVE＆KISS」 （LIP×LIP（勇次郎・愛蔵／CV：内山昂輝、島﨑信長））  | 「ひまわりのゆめ」 （ERENA）                                         |
| 2021年 | 2月度  | 「Diorama」 （kradness）                                            | 「儚く消える愛の讃歌」 （摩天楼オペラ）                              |
| 2021年 | 3月度  | 「キャンバス」 （植田圭輔）                                         | 「EXPLORER」 （しゅーず）                                            |
| 2021年 | 4月度  | 「Party Time!」 （Girls²）                                          | 「ReSTARTING!!」 （愛美）                                            |
| 2021年 | 5月度  | 「Re ENTER」 （ピューパ!!）                                         | 「Guilt」 （KenCove）                                                |
| 2021年 | 6月度  | 「YNBK 」 （アンダービースティー）                                  | 「マーガレット」 （Academic BANANA feat.Takuya IDE）                 |
| 2021年 | 7月度  | 「Under the Sun」 （工藤晴香）                                      | 「運命」 （MACO）                                                    |
| 2021年 | 8月度  | 「Empire」 （帝国プリンスキングダム～ぷりだむ～）                   | 「鳴り止まない着信音の中で」 （みゆはん）                            |
| 2021年 | 9月度  | 「夏の恋はいつもドラマティック」 （SARD UNDERGROUND）               | 「はじめまして」 （イヤホンズ）                                      |
| 2021年 | 10月度 | 「エンターテイナー」 （RainDrops）                                  | 「Stellar Stellar」 （星街すいせい）                                 |
| 2021年 | 11月度 | 「人形少女 -改-」 （みゆはん）                                      | 「なにもの」 （Half time Old）                                       |
| 2021年 | 12月度 | 「アラビアン・ユートピアン」 （harmoe）                             | 「Defiant Deadman Dance」 （えのぐ）                                 |
| 2022年 | 1月度  | 「My song」 （角巻わため）                                          | 「サメザメウー」 （YOAKE）                                           |
| 2022年 | 2月度  | 「青と踊れ」 （Rhythmic Toy World）                                 | 「サヴァイバー」 （BOP）                                             |
| 2022年 | 3月度  | 「甘噛み」 （葛葉）                                                 | 「ナイトダイバー」 （LUCKY TAPES）                                   |
| 2022年 | 4月度  | 「ADVANCE」 （帝国プリンスキングダム）                              | 「レビュープレビュー」 （SANDAL TELEPHONE）                          |
| 2022年 | 5月度  | 「シューティングスター」 （Mr.FanTastiC）                           | 「Alien」 （十五少女）                                               |
| 2022年 | 6月度  | 「Easy Peasy」 （学芸大青春）                                       | 「Homesick」 （Anly）                                                |
| 2022年 | 7月度  | 「ジリジリSUMMER」 （GENIC）                                        | 「セミダブル」 （OKOJO）                                             |
| 2022年 | 8月度  | 「ALRIGHT！」 （岡咲美保）                                          | 「バスタイムプラネタリウム」 （HACHI）                               |
| 2022年 | 9月度  | 「あっかんべ」 （猫又おかゆ）                                       | 「残り香」 （Academic BANANA）                                       |
| 2022年 | 10月度 | 「ソーダトニック」 （PiXMiX）                                       | 「あなたに捧ぐ33のこと」 （erica）                                   |
| 2022年 | 11月度 | 「ワンダーランドインアリス」 （Royal Scandal）                      | 「鏡花水月」 （えのぐ）                                              |
| 2022年 | 12月度 | 「独占予報」 （因幡はねる）                                         | 「TRY AGAIN」 （HIGH SPIRITS）                                       |
| 2023年 | 1月度  | 「灼熱にて純情(wii-wii-woo)」 （星街すいせい）                      | 「FUSION」 （bokula.）                                               |
| 2023年 | 2月度  | 「Flavor」 （GENIC）                                                | 「Believe in you」 （Sweet Alley）                                   |
| 2023年 | 3月度  | 「らいぶ」 （TENSONG）                                              | 「備忘録」 （Misaki）                                                |
| 2023年 | 4月度  | 「ワンデーユートピア」 （鳩とスパイス）                             | 「幸せになるんだよ。」 （まつむらかなう）                            |
| 2023年 | 5月度  | 「WWW」 （HIMEHINA）                                                | 「５：５５」 （佐々木李子）                                          |
| 2023年 | 6月度  | 「Bejewel Escape」 （田村ゆかり）                                   | 「星は三度瞬く」 （えのぐ）                                          |
| 2023年 | 7月度  | 「Bye My Summer」 （真っ白なキャンバス）                            | 「暴露」 （ポップしなないで）                                        |
| 2023年 | 8月度  |                                                                     |                                                                      |
| 2023年 | 9月度  |                                                                     |                                                                      |
| 2023年 | 10月度 | 「天誅」 （緑仙&ポルカドットスティングレイ）                        |                                                                      |
| 2023年 | 11月度 |                                                                     |                                                                      |
| 2023年 | 12月度 |                                                                     |                                                                      |
| 2024年 | 1月度  | 「否否」 （TENSONG）                                                | 「サヨナラの理由」 （GENIC）                                         |
| 2024年 | 2月度  |                                                                     |                                                                      |
| 2024年 | 3月度  | 「黎明ジャンヌダルク」 （神使轟く、激情の如く。）                   | 「DiLeMMa」 （MYTH & ROID）                                          |

## ネット局と放送時間
| 放送対象地域   | 放送局                       | 系列           | 放送日時                           | 放送開始日    | 備考       |
| -------------- | ---------------------------- | -------------- | ---------------------------------- | ------------- | ---------- |
| 関東広域圏     | テレビ朝日（EX）             | テレビ朝日系列 | 火曜 1時26分 - 1時56分（月曜深夜） | 2012年1月10日 | 制作局     |
| 中京広域圏     | 名古屋テレビ（メ～テレ/NBN） | テレビ朝日系列 | 火曜 2時59分 - 3時29分（月曜深夜） | 2012年1月10日 | 時差ネット |
| 愛媛県         | 愛媛朝日テレビ（eat）        | テレビ朝日系列 | 火曜 1時50分 - 2時20分（月曜深夜） | 2012年1月10日 | 遅れネット |
| 広島県         | 広島ホームテレビ（HOME）     | テレビ朝日系列 | 日曜 1時45分 - 2時15分（土曜深夜） | 2012年1月11日 | 遅れネット |
| 静岡県         | 静岡朝日テレビ（SATV）       | テレビ朝日系列 | 金曜 1:45 - 2:15（木曜深夜）       | 2012年1月11日 | 遅れネット |
| 近畿広域圏     | 朝日放送テレビ（ABC TV）     | テレビ朝日系列 | 水曜 2時35分 - 3時5分（火曜深夜）  | 2012年1月12日 | 遅れネット |
| 香川県・岡山県 | 瀬戸内海放送（KSB）          | テレビ朝日系列 | 金曜 1時55分 - 2時25分（木曜深夜） | 2012年1月15日 | 遅れネット |
| 秋田県         | 秋田朝日放送（AAB）          | テレビ朝日系列 | 水曜 1時20分 - 1時50分（火曜深夜） | 2012年1月15日 | 遅れネット |
| 青森県         | 青森朝日放送（ABA）          | テレビ朝日系列 | 月曜 1時10分 - 1時40分（日曜深夜） | 2012年1月16日 | 遅れネット |
| 福島県         | 福島放送（KFB）              | テレビ朝日系列 | 火曜 0時50分 - 1時20分（月曜深夜） | 2012年1月16日 | 遅れネット |
| 新潟県         | 新潟テレビ21（UX）           | テレビ朝日系列 | 月曜 1時00分 - 1時30分（日曜深夜） | 2012年1月16日 | 遅れネット |
| 長野県         | 長野朝日放送（abn）          | テレビ朝日系列 | 水曜 0時50分 - 1時20分（火曜深夜） | 2012年1月17日 | 遅れネット |
| 福岡県         | 九州朝日放送（KBC）          | テレビ朝日系列 | 土曜 2時26分 - 2時56分（金曜深夜） | 2012年1月17日 | 遅れネット |
| 山口県         | 山口朝日放送（yab）          | テレビ朝日系列 | 木曜 1時45分 - 2時15分（水曜深夜） | 2012年1月19日 | 遅れネット |
| 北海道         | 北海道テレビ（HTB）          | テレビ朝日系列 | 木曜 2時25分 - 2時55分（水曜深夜） | 2012年1月19日 | 遅れネット |
| 宮城県         | 東日本放送（khb）            | テレビ朝日系列 | 金曜 0時56分 - 1時26分（木曜深夜） | 2012年1月19日 | 遅れネット |
| 沖縄県         | 琉球朝日放送（QAB）          | テレビ朝日系列 | 木曜 1時45分 - 2時15分（水曜深夜） | 2012年1月20日 | 遅れネット |
| 大分県         | 大分朝日放送（OAB）          | テレビ朝日系列 | 金曜 1時50分 - 2時20分（木曜深夜） | 2012年1月20日 | 遅れネット |
| 山形県         | 山形テレビ（YTS）            | テレビ朝日系列 | 土曜 1時20分 - 1時50分（金曜深夜） | 2012年1月22日 | 遅れネット |
| 熊本県         | 熊本朝日放送（KAB）          | テレビ朝日系列 | 土曜 2時25分 - 2時55分（金曜深夜） | 2012年1月22日 | 遅れネット |
| 鹿児島県       | 鹿児島放送（KKB）            | テレビ朝日系列 | 土曜 1時50分 - 2時20分（金曜深夜） | 2012年1月22日 | 遅れネット |
| 岩手県         | 岩手朝日テレビ（IAT）        | テレビ朝日系列 | 日曜 23時55分 - 翌0時25分          | 2012年1月21日 | 遅れネット |
| 長崎県         | 長崎文化放送（ncc）          | テレビ朝日系列 | 月曜 1時05分 - 1時35分（日曜深夜） | 2012年1月23日 | 遅れネット |
| 石川県         | 北陸朝日放送（HAB）          | テレビ朝日系列 | 金曜 2時00分 - 2時30分（木曜深夜） | 2012年1月25日 | 遅れネット |

## スタッフ
- ナレーション：内田真礼
- 構成：ゴウヒデキ、西秀進、髙杉ひかる（髙杉→以前はリサーチ）
- 技術：平野望【不定期】
- カメラ：岩佐健史、加藤泰助、櫻井栄希、松川翔、真武亮平、長﨑太資、西山政宏、石坂幸太郎、遠藤径介、田中敏和、新井一郎、成毛紳、野村次郎、野瀬竜一郎、髙橋大介、熊谷裕達、田中健太、野田雄介【週替り】
- メイク：野尻七衣、福井麻衣、前澤三恵子【週替り】
- 編集：晝間崇史、田中宗一郎、伊與田拓海、田中宏弥、中島功二【週替り】
- MA：吉田隆、河合崇充、古瀬祥太、堀博勝【週替り】
- 音効：國安啓
- 編成：宇喜多宏美
- 宣伝：石田京子
- musicる事務局：出藏寛幸（一時離脱→復帰）、北村実奈海、神村有香
- 技術協力：ヌーベルアージュ、CRAZY TV
- リサーチ：草野りょう太
- スチール：Bromide,inc.
- AD：曽根彩乃、大谷夏帆、松本みらの
- AP：槌田真智子、前田弘美
- ディレクター：中村広嗣、笠原悠
- 演出：橋本康弘
- プロデューサー：鬼久保美帆（テレビ朝日）、姫野久美子（テレビ朝日ミュージック）、黒河内高明（テレビ朝日映像）
- ゼネラルプロデューサー：小田隆一郎（テレビ朝日）
- スーパーバイザー：吉田真佐男
- 制作協力：テレビ朝日系列各局、テレビ朝日映像
- 制作著作：テレビ朝日

### 過去のスタッフ
- ナレーション：服部潤、田丸篤志、下野紘[注 27]、松岡禎丞[注 27]、大西沙織[注 27]
- 構成：酒井健作、酒井義文、ゆーやん、若井優介、山岸萌、新砂新、中村芙美子、橋本大介、ふくひろ、須毛原淳、隅垣ふとし、なんぶ
- カメラ：中島せいや
- メイク：中村有希
- 美術：CAVIN
- キャラクターデザイン：あきまん
- 衣装：市原昌顕
- 編集：小池周平、猪瀬茂、曽根隼一
- MA：川崎徹、稲葉清香
- 音効：田中寿一（J-WORKS）
- CGディレクション：横井勝
- CGデザイン：佐藤信太郎
- 編成：西岡佐知子、森大貴、西勇哉、池田佐和子、山本文隆、二階堂義明、吉川徹、大松宏樹、沼田真明、新谷拓也
- 広報・宣伝：宮田奈苗、平泉季里子、井上恵莉子、佐々木智世、醍醐彩乃、齋藤利紗子
- システムマネージメント：テレビ朝日ミュージック 高橋裕一
- 技術協力：ビデオ・パック・ニッポン、キースコーポレーション、麻布プラザ
- システムマネージメント：野口智
- WEBプロデューサー：上西篤史、鈴木昌也、大野朝子、横田嘉与、松山雄一郎、石塚龍朗、長井正人、冨田泰史、福田奈保子、中村信太郎
- musicる事務局：小林裕二、芦原真澄、YASS、玉川渚、加藤千明、大槻宏美、小牧純也、江副拓人、宮﨑浩平、今井由香里、相澤千尋、沢田はるか
- 協力：ぬこパン
- AD：長富紗良、岸田諒、小島友希、堤りか、早川雄介、岡崎奨、柳憂弥、澤江智由喜、岳野加代子、菅家優人、久保田早紀、酒井瑞希、湯尾俊太、渡邉琴美、藤井翔大、阿部彩花、又場夏実、今村理咲子、吉岡穂耶、水口智絵美、黒田咲葉
- AP：津田裕子
- ディレクター：常盤俊郎、若月嘉智、大山未来、新田彩子、原祐二（以前はFD）、倉田敬之、高橋洸一、栗崎圭悟、吉川昌秀、内田琢磨、山村綾、森田惇、野上貢、池内慶、青山敏雄、荒井瞳、松下創、石川翔平、小木曽克典（小木曽→一時離脱→復帰）、中島大輔、横尾隼
- 演出：井上淳矢、和出巧（以前はディレクター）
- プロデューサー：舘智有里・引地夏規・松井正樹・川辺竜之・大坪大祐（テレビ朝日）、花田好昭、佐藤信也（テレビ朝日ミュージック）、藤田恵里香、大西義人（ViViA）
- ゼネラルプロデューサー：清水克也 → 伊東寛晃[注 28] → 山下浩司 → 荒井祥之[注 29]（テレビ朝日）
- 制作協力：LSD、ブルースモービル

## 地下すぎアイドル あかえちゃん
2014年1月6日より3月31日まで番組内で放送された「MusicるTV×DLE」コラボ企画の地下アイドルをテーマとした1話2分の短編アニメ。
ストーリー
六本木の地下空間に活動を続けるアイドル達、その地下500階で活動する最下層アイドル「地下すぎプリンセス」の物語。

### 登場人物（あかえちゃん）
あかえ
声 - 渡部優衣
地下すぎプリンセスのセンター。20歳。誕生日1月6日。血液型0型。わがまま。食べられる幼虫の見分け方が得意。地上で直射日光を受け頭のアクマダケが枯れると美少女になる。
あおみ
声 - 明坂聡美
地下すぎプリンセスのゼロスレ。自称18歳だが、シルバーカートを使っているくらいの高齢。誕生日9月15日。血液型AB型。あかえの腰巾着。
黄っこ
声 - 渕上舞
地下すぎプリンセスの新人。16歳。清純アイドルに憧れるものの、あかえ達に流されやすい。
モモ
声 - 山村響
地下すぎプリンセスのメンバー。年齢不詳。誕生日2月12日、血液型A型。スリーサイズB99.9 W55.5 H88.8．エロ専門で接待などでおっぱいを武器にする。
ペペロンポップポポンチュ緑川
声 - 久保ユリカ
地下すぎプリンセスのメンバー。20歳。誕生日7月14日、血液型B型。日本人とフランス人のハーフで本物の金持ち。興味本位で地下アイドルになる。
ジャーマネ
声 - 高橋伸也
敏腕マネージャー。ギョーカイ用語でしゃべる。
歌ウタコ
声 - 高野麻里佳
地下1Fの地下アｲドルの星。16歳。誕生日4月1日。血液型A型。
ヒャダイン
本人役。
でんぱ組.inc
地上のアイドル。
オラ太、コラ男
レッスン料の集金係。
ぬすいろクローバー パク子
地下すぎプリンセスの代わりとして地下500階にきた新人。歌ウタコに似ているが、ライバルのキャラをパクるパクリタレント。

### スタッフ（あかえちゃん）
- アニメーション企画・制作 - DLE
- ディレクション・アニメーション制作協力 - シュガーレス ファクトリー
- シリーズ構成・脚本 - ピエール杉浦、野々村友紀子、市川十億衛門
- キャラクターデザイン - 武藤健司、沼田光太郎
- 作画監督 - 松村理恵子
- アニメーションディレクター - 作田ハズム
- 撮影 - 古性詩織、井上美弦
- OP美術 - 日野香諸里
- ロゴデザイン - 大澤悠大
- 音楽 - 坂出雅海
- 音響効果 - 吉村広幸
- 制作 - 藤田周文、加藤 陽通
- 企画協力 - 熊田憲康
- 地下すぎプリンセス楽曲
  - 制作 - 前山田健一、板垣祐介、渡辺泰司（ファイブエイス）、hisakuni（SUPA LOVE）、mildsalt、福本公四郎、安岡洋一郎（グローブ・エンターブレインズ）
  - 監修 - 津金澤好
- アソシエイトプロデューサー - 金子貴史、吉原雄介、出藏寛幸
- プロデューサー - 井上勝哉、中島純、高橋裕一
- エグゼクティブプロデューサー - 三宅容介、姫野久美子、椎木隆太

### 主題歌
「地下すぎてアンダーグラウンド」（第1、2話）
作詞 - 小木野崇（DLE） / 作曲・編曲 - 田中尚邦（SUPA LOVE） / 歌 - 地下すぎプリンセス
2014年3月19日にマキシシングル2曲同時リリース。
「恋のネイキッドダンス」（第3、4話）
作詞 - SUIMI / 作曲・編曲 - 田中尚邦（SUPA LOVE） / 歌 - 地下すぎプリンセス
2014年3月19日にマキシシングル2曲同時リリース。
「なんだっけ!?アイドル」（第5、6話）
作詞 - mildsalt / 作曲 - 福本公四郎 / 編曲 - 安岡洋一郎 / 歌 - 地下すぎプリンセス
2014年5月21日3曲同時リリース。
「ムーンライトラビリンス」（第7、8話）
歌 - 地下すぎプリンセス
ヒャダインプロデュース曲。2014年5月21日3曲同時リリース。
「メッセージ」（第9、10話）
作詞・作曲 - 40mP / 歌 - 歌ウタコ feat. 40mP
40mPプロデュース曲。2014年4月16日発売CDデビュー曲。
「無情なる挑戦状」
作詞 - モリマサ（DLE）、ma-saya / 作曲 - 板垣祐介 /  歌 - 地下すぎプリンセス
2014年4月16日発売マキシシングル第3弾。アニメ未使用。
「青春ラプソディ」（第11話）
歌 - 地下すぎプリンセス
2014年5月21日3曲同時リリース。

### 各話リスト（あかえちゃん）
| 話数   | サブタイトル                                        | blog                         |
| ------ | --------------------------------------------------- | ---------------------------- |
| 第1話  | 地下アイドルって何!?あかえ登場!!                    | あかえ                       |
| 第2話  | 地上に出るためにインパクトのあるプロフィールを作れ! | あおみ                       |
| 第3話  | 地上に出るためにプロデューサーを接待せよ!!          | モモ                         |
| 第4話  | 地上に出るために強烈なコンセプトを決めろ!           | 歌ウタコ                     |
| 第5話  | 地上に出るために5人目のメンバーを確保せよ!          | 歌ウタコ                     |
| 第6話  | 地上に出るために売れる歌詞を作れ!                   | 歌ウタコ                     |
| 第7話  | 地上に出るためにヒャダインの曲をゲットせよ!         | ペペロンポップポポンチュ緑川 |
| 第8話  | 地上に出るために手作りチラシを配れ!                 | 歌ウタコ                     |
| 第9話  | 地上に出るために撮影会を成功させろ!                 | 歌ウタコ                     |
| 第10話 | 地上に出るためにゲームを宣伝しろ!                   | あかえ                       |
| 第11話 | 地上に出るためにレッスン料を払え!?                  | ペペロンポップポポンチュ緑川 |
| 第12話 | 地上に出るために史上最大の危機を乗り越えろ!         | -                            |

### ソーシャルゲーム
アンダーグラウンドプリンセス
作品コラボのスマートフォンアイテム課金制。第1弾が地下アイドルダンジョンRPG「アンダーグラウンドプリンセス」。第2弾がアクションゲーム「アイドルクライマー」。

### ケータイコミック
マンガ雑誌アプリ『マンガボックス』で2014年3月3日より毎日更新で5コマ漫画を連載。漫画は月眠。